# Коваши (река)
Коваши́ (Кова́ш, фин. Hevaanjoki) — река в Ломоносовском районе Ленинградской области.
На карте Санкт-Петербургской губернии Я. Ф. Шмидта 1770 года упоминается как река Каваша.

## Общие сведения
Длина реки 38 км (от истока Чёрной 72 км), площадь водосборного бассейна 612 км². Река Коваши образуется при слиянии рек Чёрной и Лопухинки. Общее направление течения с востока на запад. Относится к бассейну Балтийского моря. Берега сыроваты, местами пойма шириной метров 50, весной затопляется. Встречаются перекаты, коряги, одиночные камни. За деревней Коваши река сужается, речное русло становится глубже и течет в крутых берегах, поросших кустарником.
Через канавы из Таменгонского болота имеет связь с рекой Ляхиоя (приток реки Чёрная Речка).
Есть версия, что название реки происходит от финно-угорского — «полноводная, могучая».

## Притоки
(км от устья)
- 7 км: ручей из Калищинского озера (пр)
- 8 км: река без названия (лв)
- 14 км: Лубенская (вытекающая из Лубенского озера) (лв)
- Речка из Сюрьевского болота (пр)
- Канавы из Таменгонтского болота
- 38 км: Лопухинка (лв)
- 38 км: Чёрная (пр)

## Населённые пункты
- Деревня Коваши
- Город Сосновый Бор

## Данные водного реестра
По данным государственного водного реестра России относится к Балтийскому бассейновому округу, водохозяйственный участок реки — Реки бассейна Финского залива от северной границы бассейна реки Луги и до южной границы бассейна реки Невы. Относится к речному бассейну реки Нарва (российская часть бассейна), речной подбассейн отсутствует.
Код объекта в государственном водном реестре — 01030000712102000025413.